# ONE PIECE 珍獣島のチョッパー王国
『ONE PIECE 珍獣島のチョッパー王国』（ワンピース ちんじゅうじまのチョッパーおうこく）は、2002年3月2日に公開された日本のアニメーション映画。漫画『ONE PIECE』を原作としたテレビアニメの劇場版第3作目。短編作品「夢のサッカー王!」が同時上映。
東映アニメフェア最後の『ONE PIECE』作品で、同時上映は『デジモンテイマーズ 暴走デジモン特急』。

## 概要
劇場版『ONE PIECE』3作目にして最後の中編映画であり、麦わらの一味の6人目の仲間となったトニートニー・チョッパーの映画デビュー作でもある。タイトルにも書かれているチョッパーは本作における事実上の主役として扱われ、まだ仲間になって日が浅いチョッパーの仲間意識の弱い部分が成長していく過程を描いている。キャッチコピーは「ルフィ海賊団“改め”オレたち動物王探検隊!?」「宝を狙う大悪党バトラーいち味から、珍獣達を守るんだ!」。
本作は冬島編直後のストーリーとして描かれている一方で、グランドライン突入以降に展開されるアラバスタ関連の話と登場人物は一切反映されておらず、当時アラバスタ編が展開中だった原作・テレビシリーズとは繋がらないパラレルワールドとなっている。
監督はTVシリーズの演出、アニメ映画の監督など他の東映アニメーション作品に多く関わっている志水淳児。また、脚本は橋本裕志が手がけた。キャラクターデザイン・作画監督は映画初作画監督の小泉昇。
DVD版は2002年10月21日発売。映画10作目を記念してBlu-ray Disc版が2009年11月21日に発売された。

## ストーリー
航海を続けている麦わらの一味は、現在の海域に珍獣ばかりしか住んでいない王冠島と呼ばれる島があり、そこに黄金の力を宿した宝があるという話を耳にする。しかしチョッパーは、危険だからよそうと提案する。
そんな中突然、海底火山が爆発し、ゴーイングメリー号が空を飛んだ。そして一味がたどり着いた所こそ、その王冠島だった。

## 登場人物

### 麦わらの一味
モンキー・D・ルフィ
声 - 田中真弓
ロロノア・ゾロ
声 - 中井和哉
ナミ
声 - 岡村明美
ウソップ
声 - 山口勝平
サンジ
声 - 平田広明
トニートニー・チョッパー
声 - 大谷育江

### オリジナルキャラクター

#### 王冠島
モバンビー
声 - 折笠愛
王冠島に住む少年。
動物学者だった父と航海中にバトラーに襲われ、父を殺される。その後王冠島に漂着し、前動物王のキリンライアンに育てられた。父を殺した男を海賊だと思っており、それ故に海賊を大変憎んでいる。胸には襲われたときについた傷がある。
キリンライアンの死後、島に飛ばされてきたチョッパーを言い伝えに伝わる新たな動物王と思い込む。バトラーが差し向けたツノクイからチョッパーを守るため、周りの反対を押し切り王なる宝であるキリンライアンの角を持ち出す。王なる宝でバトラーを誘い込み火口に落とそうとしたが、失敗し王なる宝をバトラーに明け渡してしまう。バトラーが倒された後、王なる宝をなくしてしまったことに責任を感じるが、皆から懸命に立ち向かった勇気を認められ新たな動物王となった。
ハゲオウム
声 - 青野武
王冠島に生息している珍獣達のまとめ役。王冠島で人語を話せる数少ない存在。
カラスケ
声 - 藤田淑子
モバンビーの親友。王冠島で人語を話せる数少ない存在。

#### バトラー一味
バトラー伯爵
声 - 江原正士
珍獣島に伝わる伝説の秘宝「王なる宝」を狙う動物学者。懸賞金1490万ベリー。
自らを世界一のウルトラ大天才と豪語し、発明家にして動物学者、そして宝探しの大天才と主張している。背中に「悪」の文字が入ったコートを着ている。隠し事ができない性格で、会話の途中ですぐにボロを出してしまう。王なる宝の正体が動物王の角であると知り、自らが発明した「猛獣バイオリン」で猛獣「ツノクイ」を操って角狩りを行っていた。モバンビーの父とは学者仲間であり、動物のことを尊重し王なる宝の情報を教えなかったため彼を殺害した。
王なる宝の情報を探すルフィたちに、うっかり情報を漏らしたことに逆上し、ルフィたちにツノクイを差し向けるも逃げられる。モバンビーの父親が残した日誌を見つけ、王なる宝が動物王の角であることを知る。囮となったチョッパーを追い詰め、モバンビーから奪ったキリンライアンの角を食べて巨大な怪物に変身。絶大な力を得て、一度はルフィやチョッパー、モバンビーを圧倒した。チョッパーとモバンビーを助けにきた珍獣達を侮辱したことや自分が島の王であると主張したことに怒りを爆発させたルフィによって角を破壊されて変身が解け、最後は「ゴムゴムのバズーカ」で吹き飛ばされ敗北した。
ヘビー総裁
声 - 関智一
バトラーの側近。剣の達人で、自称・世界一の色男。懸賞金420万ベリー。
敵も女も狙った獲物は逃がさないことから「毒蛇のヘビー」の異名で恐れられている。語尾に「じゃ」をつける。蛇のように変幻自在の伸び縮みする剣を操る。
残像でサンジを翻弄し追い詰めたが、サンジに対し放った「弱い」「何も守れない」という言動が彼の怒りを買い、最後は一方的に蹴りを喰らい続け敗北した。
ホットドッグ将軍
声 - 郷里大輔
バトラーの側近。蹴りの達人で、自称・世界一最強の男。懸賞金400万ベリー。
海賊からは「狂犬のドッグ」の異名で恐れられている。語尾に「けん」をつける。鎖付きの鉄球を武器に使う。
鎖でゾロの動きを封じ強烈な蹴りを駆使して追い詰めたが、鎖が解かれたゾロの反撃にあい最後は「龍巻き」を受けて敗北した。

## スタッフ
- 製作 - 高岩淡、泊懋、山下秀樹、宮内正喜、東聡
- 原作 - 尾田栄一郎
- 企画 - 清水慎治
- 脚本 - 橋本裕志
- 音楽 - 田中公平
- 製作担当 - 隅幸二郎
- 編集 - 福光伸一
- 録音 - 二宮健治
- デジタル撮影監督 - 梶原裕美子
- CGディレクター - 猪原英史
- 色彩設計 - 塚田劭
- 美術監督 - 吉池隆司、佐南友理
- キャラクターデザイン・作画監督 - 小泉昇
- 監督 - 志水淳児
- 助監督 - 中島豊

## 主題歌
「まぶしくて」
作詞・作曲 - DASEIN / 編曲 - 樫原伸彦 / 歌 - DASEIN

## ONE PIECE 夢のサッカー王!
同時公開されたショート映画。グランドラインカップの優勝を決めるため、麦わらチームと悪役オールスターズがPK戦で勝負する。原作者の尾田栄一郎がオリジナルキャラクター「オダッチ」として出演する他、原作のキャラクターが再登場する。実況アナウンスは、フジテレビアナウンサーの佐野瑞樹が担当。
上記の『珍獣島のチョッパー王国』と異なり、こちらではアラバスタ王国に向かう最中の麦わらの一味が描写されており、チョッパー及びビビとカルーもゴーイングメリー号に乗船中の姿で描かれている。
ネフェルタリ・ビビ
声 - 渡辺美佐
コビー
声 - 土井美加
ジャンゴ
声 - 矢尾一樹
Mr.2・ボン・クレー
声 - 矢尾一樹
バギー
声 - 千葉繁